# Gentiana clusii
La genziana di Clusius (Gentiana clusii Perr. & Songeon) è una pianta erbacea della famiglia delle Genzianacee.
L'epiteto specifico è un omaggio a Charles de l'Écluse (Carolus Clusius), uno dei primi botanici a studiare la flora alpina.

## Descrizione
Ha fiori grandi e stelo corto, molto simile a Gentiana acaulis. Le due specie differiscono per la presenza o l'assenza delle strisce verdi all'interno della corolla, per la forma degli angoli tra i petali, ma soprattutto nella loro ecologia, con G. clusii che preferisce le zone calcaree, e G. acaulis che si trova sulle rocce silicee.

## Distribuzione e habitat
È una specie delle montagne dell'Europa meridionale con gravitazione orientale (manca sui Pirenei), presente sulle Alpi, gli Appennini, Giura, la Foresta Nera e i Carpazi.